# Marcos Fernando Nang
Marcos Fernando Nang (født 16. marts 1969) er en tidligere brasiliansk fodboldspiller.
Han har spillet for flere forskellige klubber i sin karriere, herunder Shimizu S-Pulse.